# Les Trois Soleils de Vinéa
Les Trois Soleils de Vinéa est la sixième histoire de la série Yoko Tsuno de Roger Leloup. Elle est publiée pour la première fois du no 1932 au no 1953 du journal Spirou, puis en album en 1976.

## Résumé
L'action se déroule dans l'orbite de Saturne et sur la planète Vinéa.
Retrouvant Khâny, Yoko, Vic Vidéo et Pol l'accompagnent près de Saturne, où elle leur propose de participer à un projet vinéen : rejoindre la planète Vinéa, la lointaine sœur jumelle de la Terre, et voir si elle a survécu et si elle est encore habitable. Yoko réussira et Khany retrouvera sa mère, Synda.

## Voyage intergalactique
Le vaisseau utilisé pour rejoindre Vinéa en seulement deux mois dépasse la vitesse de la lumière, la justification théorique de la technique du voyage interstellaire étant que le milieu où il évolue est privé de lumière.

## Personnages

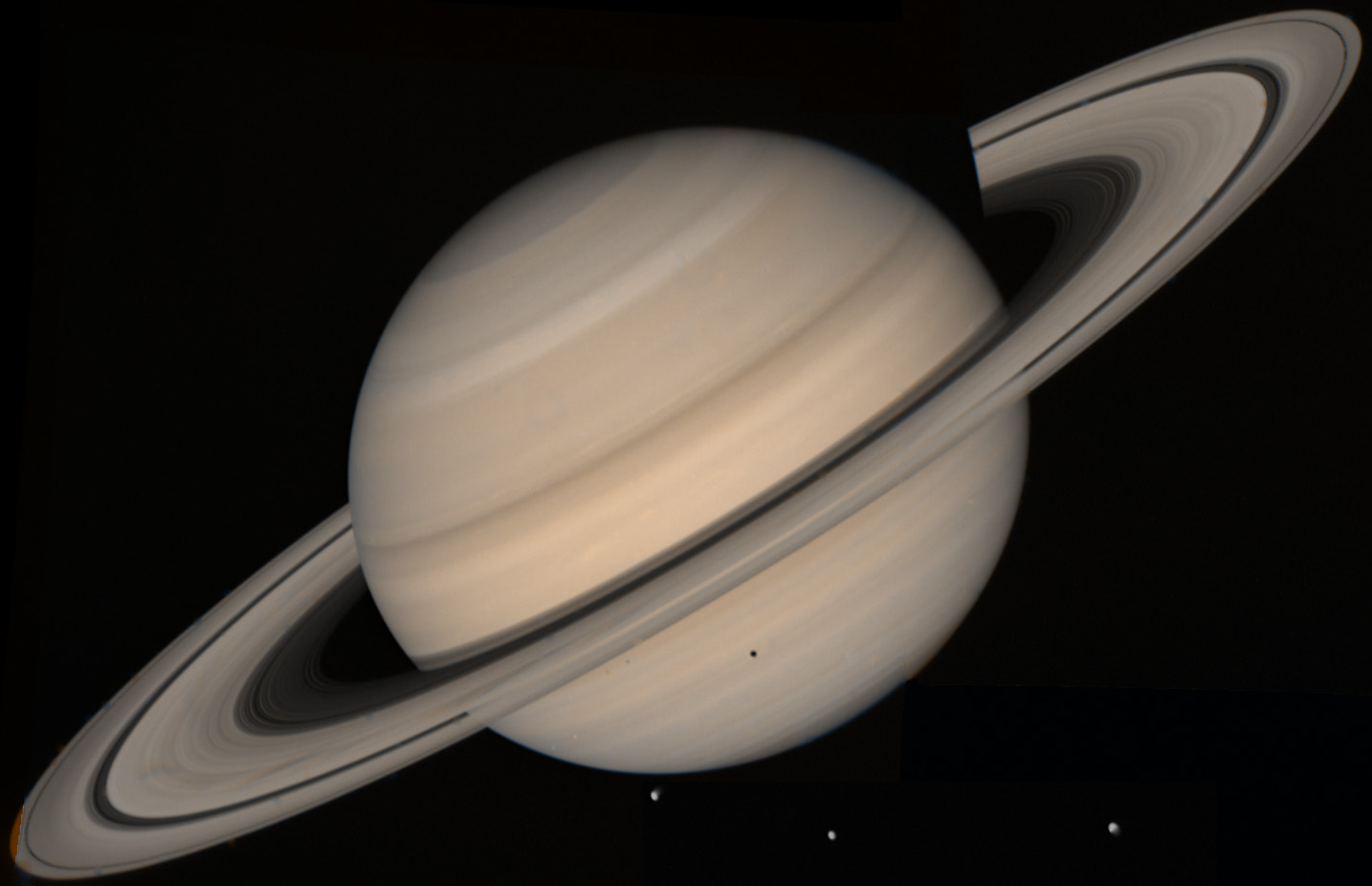
La planète Saturne.

| Trio                                  | Alliés Vinéens                                  | Adversaires        |
| ------------------------------------- | ----------------------------------------------- | ------------------ |
| - Yoko Tsuno - Vic Vidéo - Pol Pitron | - Khâny - Poky - Vynka - Wangha - Sâdar - Syndā | - le guide suprême |

## Publication

### Revues
Il a été prépublié dans les numéros 1932 à 1953 du journal Spirou, entre le 24 avril et le 18 septembre 1975.

### Album
Cette histoire est publiée en album pour la première fois en 1976 chez Dupuis et connaitra diverses rééditions par la suite. En 2009, elle est intégrée au premier volume de l'Intégrale Yoko Tsuno, De la Terre à Vinéa,.
Cet album est le troisième de la série à mettre en scène les Vinéens après Le Trio de l'étrange (1972) et La Forge de Vulcain (1973). Il est également le premier à montrer véritablement Vinéa, leur monde d'origine.